# Polystichum × jitaroi
Polystichum × jitaroi là một loài dương xỉ trong họ Dryopteridaceae. Loài này được Kurata mô tả khoa học đầu tiên năm 1964.
Danh pháp khoa học của loài này chưa được làm sáng tỏ. 